# Ligne principale Sōya
La ligne principale Sōya (宗谷本線, Sōya-honsen) est une ligne ferroviaire de la compagnie JR Hokkaido au Japon. La ligne relie la gare d'Asahikawa à la gare de Wakkanai, toutes les deux situées sur l'île d'Hokkaidō. Elle est la ligne la plus au nord du Japon.

## Histoire
La ligne a été construite de 1898 à 1922 pour relier Karafuto (la partie japonaise de l'île de Sakhaline) au reste du Japon. Depuis le port de Wakkanai, terminus de la ligne, un ferry permettait de rejoindre la ville d'Ōdomari (aujourd'hui Korsakov). Ce ferry a fonctionné jusqu'à la fin de la Seconde Guerre mondiale.
Après la défaite du Japon dans la guerre, la ligne a perdu sa fonction de liaison avec Sakhaline, mais reste un moyen de transport vers la partie nord d'Hokkaido.
Le 13 mars 2021, douze gares sont fermées pour cause de faible fréquentation : Minami-Pippu (W33), Kita-Pippu (W35), Higashi-Rokusen (W39), Kita-Kembuchi (W41), Shimo-Shibetsu (W43), Hokusei (W50), Minami-Bifuka (W53), Momponai (W56), Toyoshimizu (W58), Yasuushi (W69), Kami-Horonobe (W71) et Tokumitsu (W75).
Le 12 mars 2022, la gare de Higashi-Fūren (W47) est déplacée de 1,5 kilomètre vers le nord et est renommée Nayorokōkō. La gare d'Utanai (W65) est fermée pour cause de faible fréquentation.
Le 16 mars 2024, les gares de Hatsuno (W55) et Onnenai (W57) ferment. Le 15 mars 2025, les gares de Onoppunai (W68) et Bakkai (W78) ferment.

## Caractéristiques

### Ligne
L'écartement des voies est de 1 067 mm.
Sur la section Asahikawa - Kita-Asahikawa (gare de fret), la ligne est à double voie et électrifiée en courant alternatif 20 000 V - 50 Hz. Le reste est à voie unique et non électrifié.

### Services et interconnexions
La ligne est empruntée par des trains locaux (omnibus) mais aussi par les rapides et Limited Express suivants :
- Rapid Nayoro : entre Nayoro et Asahikawa
- Limited Express Sōya : entre Wakkanai et Asahikawa (continue vers Sapporo)
- Limited Express Sarobetsu : entre Wakkanai et Asahikawa

### Liste des gares

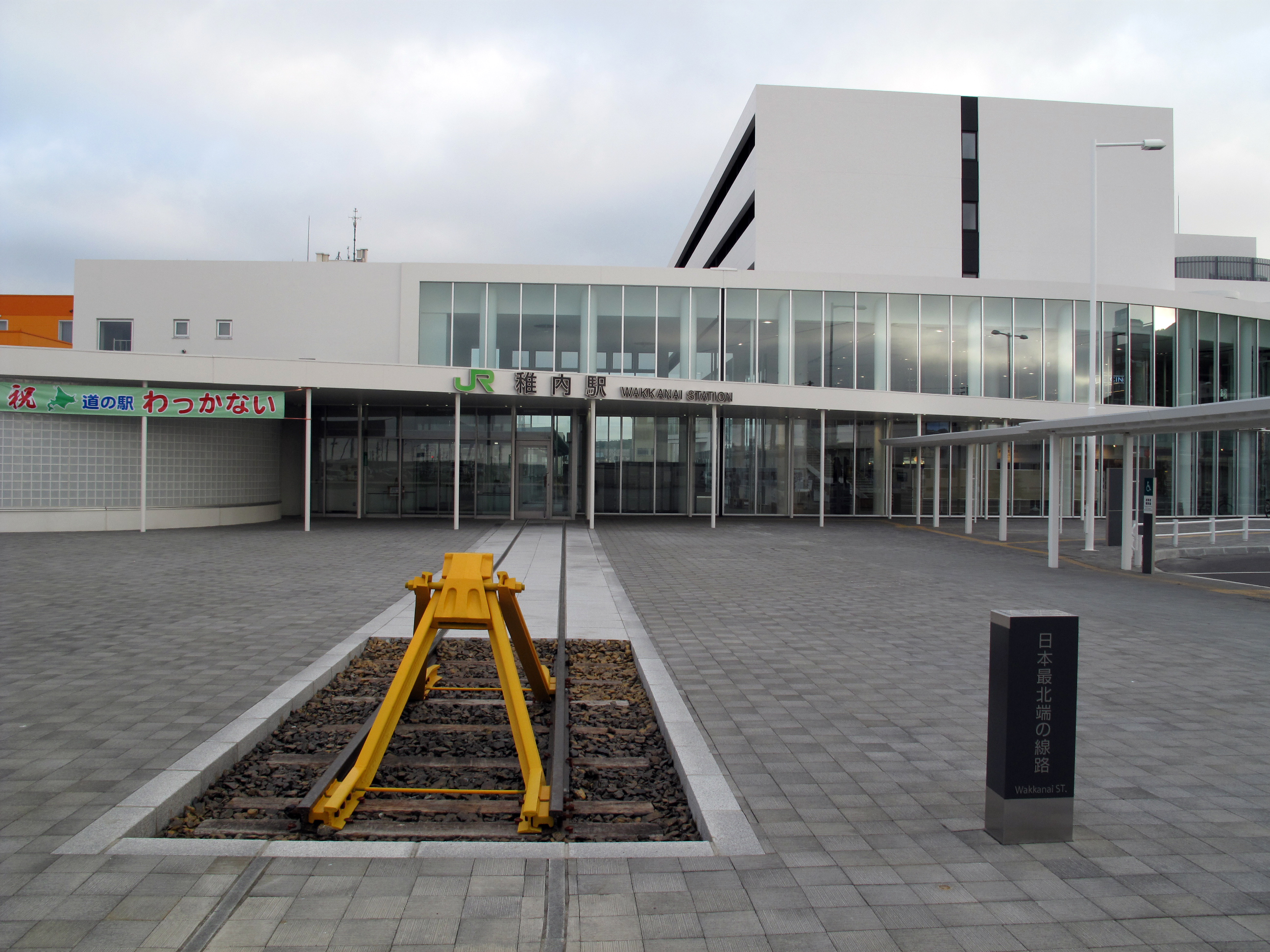
La gare de Wakkanai est la gare la plus au nord du Japon

Les gares de la ligne sont identifiées par la lettre W à l'exception des gares de la section Asahikawa - Shin-Asahikawa identifiées par la lettre A.
| Numéro | Gare                  | Nom japonais | Distance (km) | Correspondances                         | Localisation | Localisation                |                         |
| ------ | --------------------- | ------------ | ------------- | --------------------------------------- | ------------ | --------------------------- | ----------------------- |
| A28    | Asahikawa             | 旭川         | 0             | JR Hokkaido : Hakodate, Furano          | Asahikawa    | Sous-préfecture de Kamikawa |                         |
| A29    | Asahikawayojō         | 旭川四条     | 1,8           |                                         | Asahikawa    | Sous-préfecture de Kamikawa |                         |
| A30    | Shin-Asahikawa        | 新旭川       | 3,7           | JR Hokkaido : Sekihoku (interconnexion) | Asahikawa    | Sous-préfecture de Kamikawa |                         |
|        | Kita-Asahikawa (fret) | 北旭川       | 6,6           |                                         | Asahikawa    | Sous-préfecture de Kamikawa |                         |
| W31    | Nagayama              | 永山         | 9,3           |                                         | Asahikawa    | Sous-préfecture de Kamikawa |                         |
| W32    | Kita-Nagayama         | 北永山       | 11,4          |                                         | Asahikawa    | Sous-préfecture de Kamikawa |                         |
| W34    | Pippu                 | 比布         | 17,1          |                                         | Pippu        | Sous-préfecture de Kamikawa |                         |
| W36    | Ranru                 | 蘭留         | 22,8          |                                         | Pippu        | Sous-préfecture de Kamikawa |                         |
| W37    | Shiokari              | 塩狩         | 28,4          |                                         | Wassamu      | Sous-préfecture de Kamikawa |                         |
| W38    | Wassamu               | 和寒         | 36,3          |                                         | Wassamu      | Sous-préfecture de Kamikawa |                         |
| W40    | Kembuchi              | 剣淵         | 45,2          |                                         | Kenbuchi     | Sous-préfecture de Kamikawa |                         |
| W42    | Shibetsu              | 士別         | 53,9          |                                         | Shibetsu     | Sous-préfecture de Kamikawa |                         |
| W44    | Tayoro                | 多寄         | 61,7          |                                         | Shibetsu     | Sous-préfecture de Kamikawa |                         |
| W45    | Mizuho                | 瑞穂         | 64,5          |                                         | Shibetsu     | Sous-préfecture de Kamikawa |                         |
| W46    | Fūren                 | 風連         | 68,1          |                                         | Nayoro       | Sous-préfecture de Kamikawa |                         |
| W47    | Nayorokōkō            | 名寄高校     | 74,1          |                                         | Nayoro       | Sous-préfecture de Kamikawa |                         |
| W48    | Nayoro                | 名寄         | 76,2          |                                         | Nayoro       | Sous-préfecture de Kamikawa |                         |
| W49    | Nisshin (ja)          | 日進         | 80,2          |                                         | Nayoro       | Sous-préfecture de Kamikawa |                         |
| W51    | Chiebun               | 智恵文       | 91,2          |                                         | Nayoro       | Sous-préfecture de Kamikawa |                         |
| W52    | Chihoku               | 智北         | 93,3          |                                         | Nayoro       | Sous-préfecture de Kamikawa |                         |
| W54    | Bifuka                | 美深         | 98,3          |                                         | Bifuka       | Sous-préfecture de Kamikawa |                         |
| W59    | Teshiogawa-Onsen      | 天塩川温泉   | 121,5         |                                         | Otoineppu    | Sous-préfecture de Kamikawa |                         |
| W60    | Sakkuru               | 咲来         | 124,7         |                                         | Otoineppu    | Sous-préfecture de Kamikawa |                         |
| W61    | Otoineppu             | 音威子府     | 129,3         |                                         | Otoineppu    | Sous-préfecture de Kamikawa |                         |
| W62    | Osashima              | 筬島         | 135,6         |                                         | Otoineppu    | Sous-préfecture de Kamikawa |                         |
| W63    | Saku                  | 佐久         | 153,6         |                                         | Nakagawa     | Sous-préfecture de Kamikawa |                         |
| W64    | Teshio-Nakagawa       | 天塩中川     | 161,9         |                                         | Nakagawa     | Sous-préfecture de Kamikawa |                         |
| W66    | Toikambetsu           | 問寒別       | 175,8         |                                         | Horonobe     | Sous-préfecture de Kamikawa | Sous-préfecture de Sōya |
| W67    | Nukanan               | 糠南         | 178,0         |                                         | Horonobe     | Sous-préfecture de Kamikawa | Sous-préfecture de Sōya |
| W70    | Minami-Horonobe       | 南幌延       | 191,6         |                                         | Horonobe     |                             | Sous-préfecture de Sōya |
| W72    | Horonobe (ja)         | 幌延         | 199,4         |                                         | Horonobe     |                             | Sous-préfecture de Sōya |
| W73    | Shimonuma             | 下沼         | 207,2         |                                         | Horonobe     |                             | Sous-préfecture de Sōya |
| W74    | Toyotomi              | 豊富         | 215,9         |                                         | Toyotomi     |                             | Sous-préfecture de Sōya |
| W76    | Kabutonuma            | 兜沼         | 230,9         |                                         | Toyotomi     |                             | Sous-préfecture de Sōya |
| W77    | Yūchi                 | 勇知         | 236,7         |                                         | Wakkanai     |                             | Sous-préfecture de Sōya |
| W79    | Minami-Wakkanai       | 南稚内       | 256,7         |                                         | Wakkanai     |                             | Sous-préfecture de Sōya |
| W80    | Wakkanai              | 稚内         | 259,4         |                                         | Wakkanai     |                             | Sous-préfecture de Sōya |

## Matériel roulant

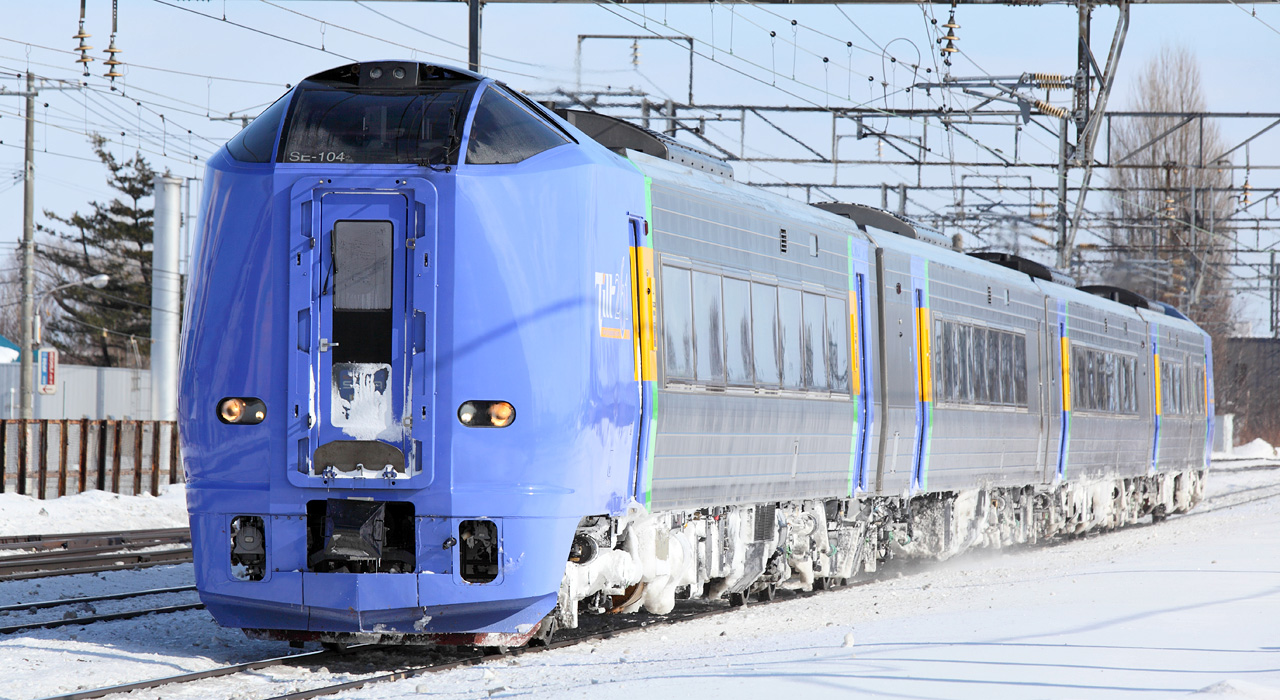
Série KiHa 261-0 (Limited Express Sōya et Sarobetsu)
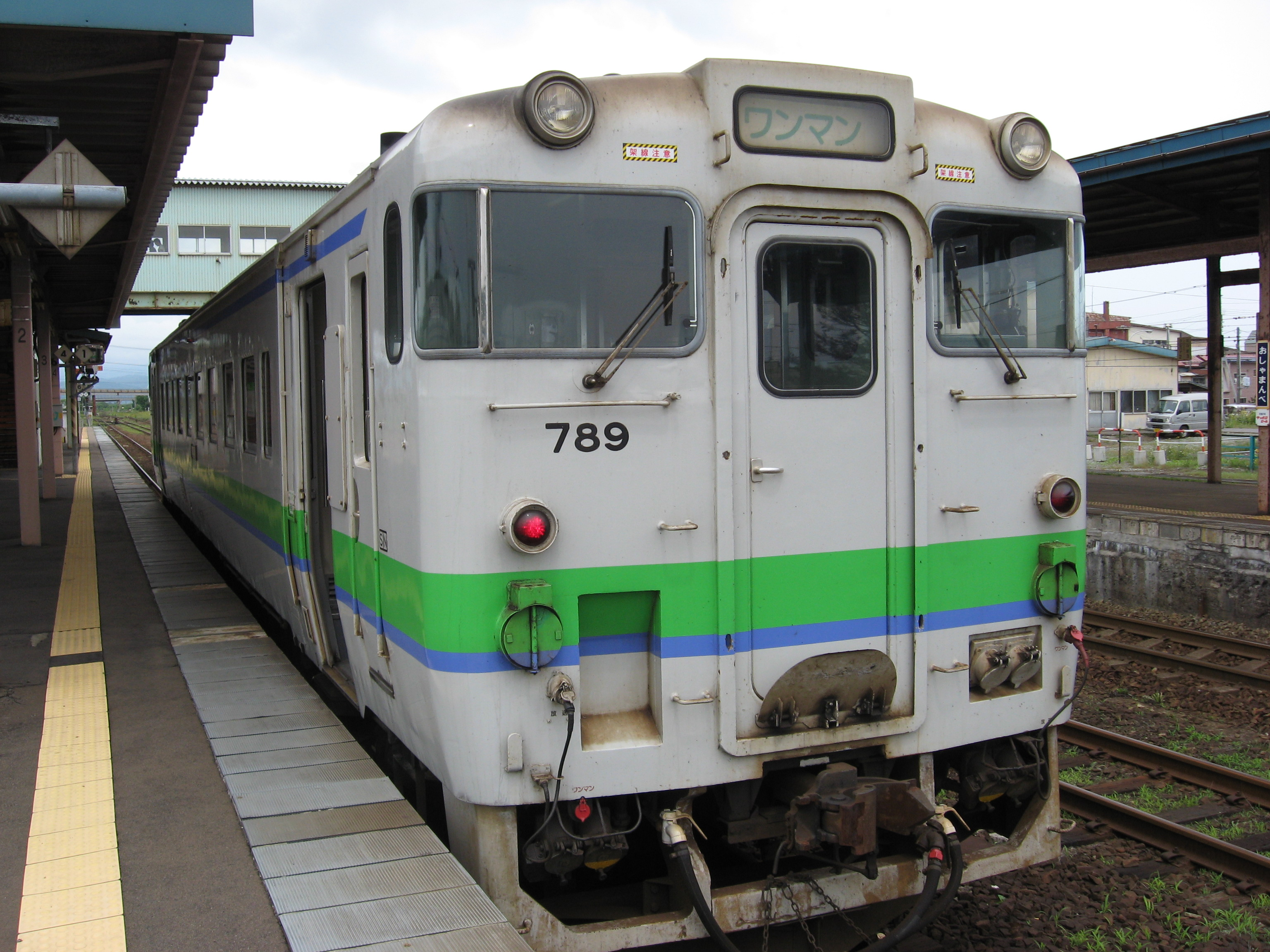
Série KiHa 40
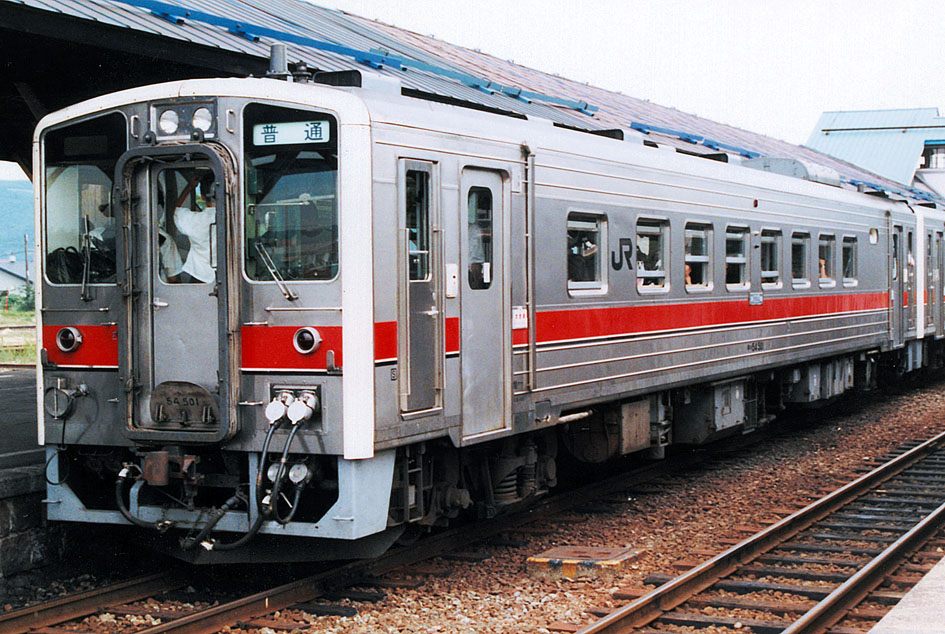
Série KiHa 54
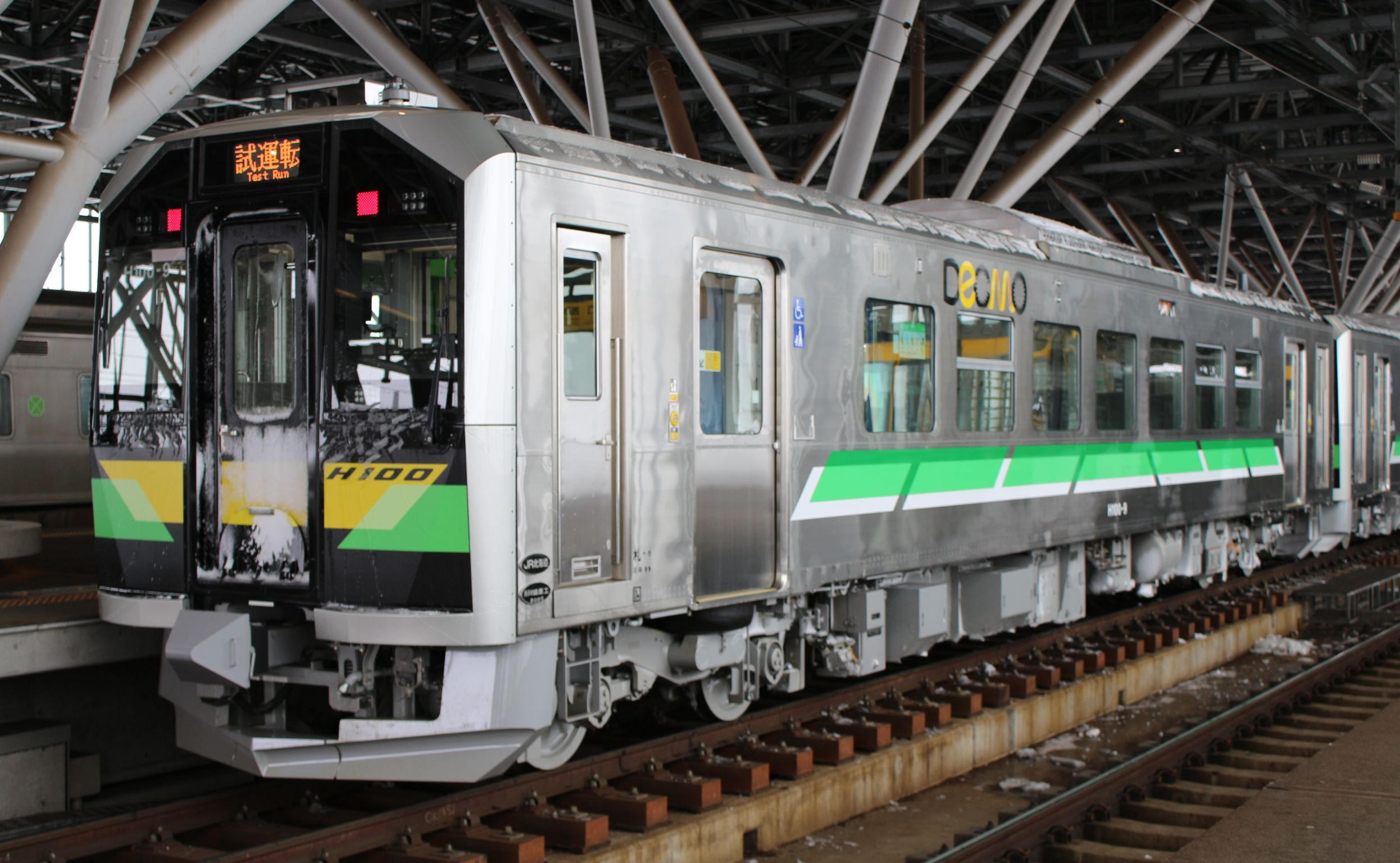
Série H100 DECMO